# Reina de Mallorca
Reina de Mallorca (Mallorca, segle XIV - segle XIV) fou una poetessa, muller de Jaume III de Mallorca. Els historiadors la relacionen amb Constança d'Aragó i d'Entença o Violant de Vilaragut.

## Biografia
Reina de Mallorca és una poetessa de mitjan segle xiv de la qual es conserva un poema al Cançoner Vega-Aguiló i, de manera anònima i fragmentària, a la traducció catalana del Decameró de 1434. Desconeixem qui s'amaga rere la rúbrica «La Reyna de Mallorques» que reporta el VeAg. Ni tan sols sabem del cert si aquesta fa referència a la condició real de l'autoria o es tracta d'un apel·latiu de caràcter literari. En tot cas és l'única dada en què es poden basar els investigadors a l'hora d'elaborar hipòtesis d'atribució (l'origen reial tampoc és gens d'estranyar tenint en compte l'arrelada tradició de la família reial catalanoaragonesa amb la protecció i el conreu de la lírica). Tanmateix, i davant la incertesa que plana, no hi ha dubte que es tracta d'una autora.
Qui pot ser aquesta Reina de Mallorques? Milà i Fontanals, en la seva edició de 1878, la identifica amb la reina Constança d'Aragó i d'Entença (1313-1346), filla del rei Alfons el Benigne i Teresa d'Entença, germana de Pere el Cerimoniós i esposa de Jaume III (rei de Mallorca 1324-1343). La infanta Constança fou maridada amb el futur Jaume III de Mallorca el 1325 com una estratègia política més de Jaume II d'Aragó en la temptativa d'annexionar el regne de Mallorca a la Corona aragonesa. Amb la majoria d'edat, el monarca mallorquí emprengué viatges per les seves terres del Rosselló i el Llenguadoc, estades que Milà associava al vers 16 del testimoni del VeAg «cant lo say lay ves Ffrança» i que permet a Massó i Torrents datar el poema entre els anys 1334-36. Aquesta identificació ha estat generalment acceptada, excepte per Alfred Jeanroy (1941), que ho posa en dubte (sobretot per la pèrdua de l'al·lusió a un viatge a França si tenim en compte el text de la versió del Decameró: «cant lo say en la dança»).
Martí de Riquer afegeix una altra candidata: la infortunada Violant de Vilaragut, la segona muller de Jaume III, filla de Berenguer de Vilaragut i de Sança de Mallorca. Regnà de 1347 a 1350, lluny del rei Jaume, que estava lluitant en va al Llenguadoc per mantenir la senyoria de Montpeller. Mentre que Martí de Riquer al·lega la igualtat de possibilitats d'una i altra candidates, Gabriel Ensenyat (2001) i Catalina Bonnín (1997) s'inclinen decididament per Violant de Vilaragut, ja que es decanten per la lliçó del VeAg i perquè les circumstàncies històriques s'escauen més amb el contingut amorós del poema. El juliol de 1342 Jaume III viatjà a la cort de Pere IV, a causa del procés que el rei aragonès havia emprès contra ell. Les negociacions fracassaren i l'entrevista agreujà encara més la situació.
Jaume III fugí precipitadament a Mallorca i la reina Constança, que estava malalta, romangué al palau del Cerimoniós, fent costat al seu germà i en contra del marit. Durant l'absència de Constança, Jaume III s'amistançà amb Violant de Vilaragut, amb qui va casar-se poc després de la mort de la primera esposa. Entre 1344 i 1347 Jaume III s'instal·là a Montpeller i Avinyó a causa de les diverses campanyes del Rosselló. La campanya final de 1349 per reconquerir Mallorca finalitza amb la batalla de Llucmajor, on mor el monarca. La família reial mallorquina va ser empresonada al castell de Bellver. Més tard, la muller i els fills foren conduïts a València, on Violant va ser reclosa al convent de Santa Clara, acusada de la mort de la primera esposa, Constança, però finalment fou absolta el 1350 per Pere IV. El 1353 fou alliberada i es tornà a casar amb Ot de Brunswick-Grübenhaugen, membre de la cort reial francesa.

## Obra
Només conservem una peça de la Reina de Mallorca, tanmateix el fragment conservat al Decameró testimonia el seu èxit i popularitat. Es tracta del poema «E-z yeu am tal qu'es bo e belh» (Rao 92,1). Se'n parla al Cançoner VeAg (BC, ms. 7, f. 49r-v) i la primera estrofa també es troba com a anònima a la traducció catalana del Decameron de 1429 (BC, ms. 1716, ff. 43v-44r). Aquesta obra s'ha editat repetidament per Milà i Fontanals (1878: 66-67), Bourland (1905: 199), Pagès (1934: 203-8), Cluzel (1954-58: 369-73) i Alberni (2009: 17-19). La seva mètrica, segons la reconstrucció hipotètica d'Alberni, és 8aabaabbc, 4cdddd8e4e6x’.
El poema «E-z yeu am tal qu'es bo e belh» consta de dues cobles i una tornada. Gràcies a la reconstrucció textual i mètrica que ha elaborat recentment Anna Alberni (2009), sabem que es tracta d'una cançó laiada. La peça canta el plany de la dama per l'allunyament del seu enamorat, que es troba a França. Ella l'espera ansiosa pel seu retorn, perquè és tant el seu amor, que si no torna aviat morirà d'enyor. Els llocs comuns heretats de la tradició trobadoresca sobre la millor enamorada per damunt de totes i sobre la mort per amor són expressats amb gran tendresa i delicadesa.